# Mario Moreno (futebolista)
Mario Moreno (31 de dezembro de 1935 - 2 de março de 2005) foi um futebolista chileno. Ele competiu na Copa do Mundo FIFA de 1962, sediada no Chile.